# إير كورسيكا
إير كورسيكا، (بالإنجليزية: Air Corsica). (الكورسيكية: Cumpagnia العسكرية الجوية لكورسا ميديترانيا)، كورسيكا للتجارة والطيران (سابقا CCM الخطوط الجوية)، هي شركة طيران اقليمية فرنسية مع مكتبها الرئيسي على أساس أجاكسيو - مطار كامبو ديل اورو في اجاكسيو، كورسيكا، فرنسا.

## الخدمات
تدير خدمات الركاب من كورسيكا إلى قارة فرنسا. قاعدتها الرئيسية هي أجاكسيو - مطار كامبو ديل أورو، لديها مقرات في مطار (Figari ) ومطار سود كورس، باستيا - مطار بوريتا وكالفي - مطار سانت كاترين.